# Paris-Roubaix de 1957
A 55.ª edição da Paris-Roubaix teve lugar a 7 de abril de 1957 e foi vencida pelo belga Alfred De Bruyne em solitário.

## Classificação final
| Posição | Ciclista            | Equipa              | Tempo      |
| ------- | ------------------- | ------------------- | ---------- |
| 1       | Alfred de Bruyne    | Carpano-Coppi       | 7h 15' 19" |
| 2       | Rik van Steenbergen | Elvé-Peugeot-Marvan | + 1' 11"   |
| 3       | Leon van Daele      | Faema               | m. t.      |
| 4       | André Darrigade     | Helyett-Potin       | m. t.      |
| 5       | Maurice Mollin      | OK-Cycle Vinke      | m. t.      |
| 6       | Raymond Impanis     | Peugeot-BP          | m. t.      |
| 7       | Serge Blusson       | Essor               | m. t.      |
| 8       | Norbert Kerckhove   | Faema               | m. t.      |
| 9       | Joseph Groussard    | Essor               | m. t.      |
| 10      | Jacques Dupont      | Saint-Raphael       | m. t.      |